# الآلة الطنبورية
الآلة الطنبورية هي آلة للطباعة اخترعها الإنجليزي وليام نيكولسون سنة 1790 , و أسهمت الآلة الطنبورية في زيادة سرعة الطبع من جهة و تحسين النتيجة المطبوعة من جهة أخرى , و تقوم فكرتها على تطوير آلة الطباعة التي اخترعها يوهان جوتنبرغ حيث أنه استبدل الكابسة المسطحة فيها بطنبور ضخم يقوم بالضغط على الحروف  .

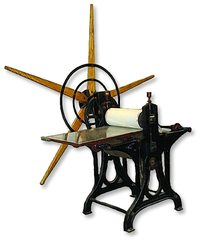

آلية عملها : يتم دحرجة الطنبور ليتولى الضغط على الحروف المفرقة بدلا من استخدام الكابسة .
أنواعها :
1. آلة ذات الطنبور المتوقف : حيث يلف الطنبور الضاغط على السطح (الفرشة) للطبع ثم يتوقف عن الدوران ليسمح للفرشة بالعودة من جديد للحصول على طبقة جديدة من الحبر .
2. آلة ذات الدورتين : حيث يلف الطنبور دورتين ؛ دورة لإحداث الطبعة على الورق و أخرى لتسليمه مطبوعا على الجهة المقابلة من السطح .

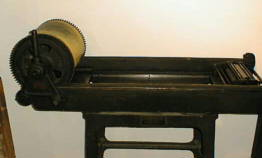